# Roet (achternaam)
Roet is een Nederlands-Joodse achternaam. De familienaam Roet komt oorspronkelijk uit Amsterdam.
De naam Roet is afgeleid van de hoofdpersoon Ruth (Hebreeuws: רות) uit het gelijknamige Bijbelboek Ruth die weer in de Nederlandse vertaling van de Tenach staat geschreven onder de naam Roet (boek Roet-Ruth).

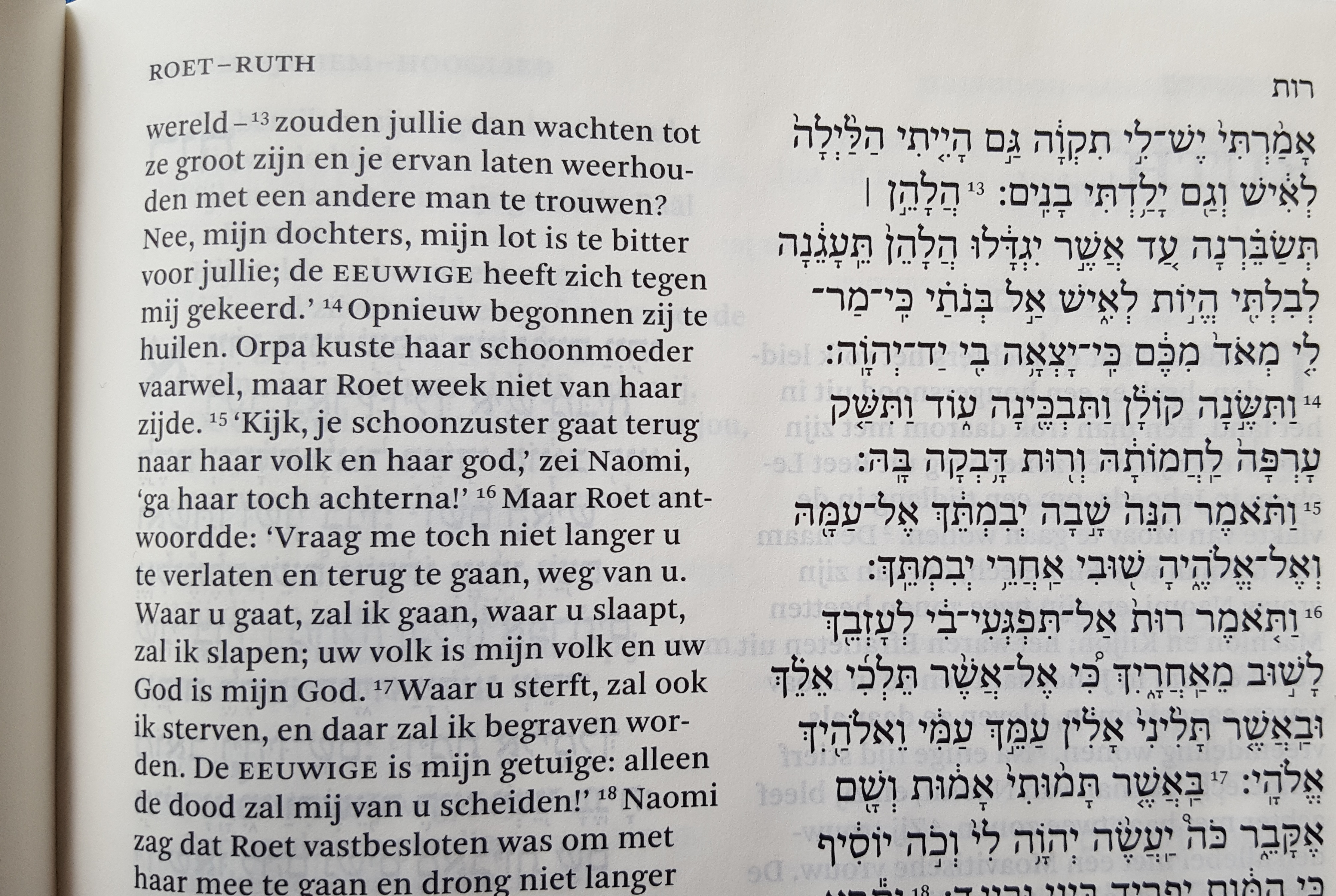
Een bladzijde uit het boek Roet-Ruth in de Nederlandse vertaling van de Tenach. Nederlands Bijbelgenootschap in samenwerking met Uitgeverij Jongbloed, Heereveen 2007

## Bekende naamdrager
- Isaäc Roet (1891-1944), een Amsterdams-Joodse accountant, adviseur en uitvinder.
- Avraham Roet (1928-2024), Nederlands-Israëlische zakenman en pleitbezorger voor herstelbetalingen en het teruggeven van gestolen goederen(waaronder roofkunst in samenwerking met het Restitutiecommissie) die in de Tweede Wereldoorlog van de Nederlandse Joden gestolen waren.